# Synopsia (bướm đêm)
Synopsia là một chi bướm đêm thuộc họ Geometridae.

## Các loài
- Synopsia acuta
- Synopsia almasa
- Synopsia fagaria
- Synopsia luridaria
- Synopsia pallida
- Synopsia propinquaria
- Synopsia sociaria (Hübner, 1799)
- Synopsia staudingeraria
- Synopsia strictaria (Lederer, 1853)
- Synopsia unitaria